# Syssitia
Als Syssitia (altgriechisch Συσσίτια, deutsch auch Syssitien) bezeichnet man gemeinschaftliche tägliche Männermahle in den altdorischen Staaten Griechenlands, besonders Spartas, wo sie auch Pheiditien (Phiditien) hießen.
Die Syssitia waren dazu gedacht, den Zusammenhalt unter den offiziell „gleichen“ Bürgern und deren Liebe zum Staat zu stärken. Sie stellten neben der verbindlichen Erziehung eines der wesentlichen Elemente des bürgerlichen Lebens in Sparta dar.

## Ursprung und Quellenproblematik
Die Gemeinschaftsmahle (Syssitia: syn „zusammen“ und sition „die Speise“) haben sich wahrscheinlich aus den Zeltgemeinschaften der Feldzüge entwickelt, denn ursprünglich wurde damit auch die kleinste militärische Einheit bezeichnet (Herodot). Die Hauptquelle für die Syssitien stellt die Biographie des Lykurg dar, die Ende des 1. / Anfang des 2. Jahrhunderts n. Chr. von Plutarch verfasst wurde. Die Syssitien wurden jedoch von Agis IV. (244-241) bzw. Kleomenes III. (235-219) wieder neu konstituiert, weshalb nicht klar ist, inwiefern Plutarch die Mahlgemeinschaften der klassischen Zeit beschreibt. Die Vorstellung von Gemeinschaftsmählern in Zelten (deshalb auch Syskenien: syn „zusammen“ und skene „Zelt“) basiert dagegen vor allem auf Xenophon: Dieser schrieb, dass die Syskenien von Lykurg ins Freie verlegt worden waren, die beiden Könige in einem eigenen Syskenion speisten und ein spezielles Zelt für die Feldzüge zur Verfügung gestellt bekommen hätten.

## Lokalität
Wo die Syssitien stattfanden, ist nicht bekannt. Aus der Bezeichnung „Syskenien“ schloss man auf das Gemeinschaftsmahl in Zelten. Allerdings werden von Demetrios von Skepsis und von Ptolemon für das beginnende 2. Jahrhundert feste Gebäude an der Hyakinthischen Straße nach Amyklai erwähnt, die ebenfalls für die Lokalisation der Syssitien in Frage kommen.

## Die Mahlgemeinschaft
Die Gemeinschaftsmähler bestanden aus Gruppen von ca. 15 Spartiaten unterschiedlichen Alters, die auch im Krieg Zeltgenossen waren. Die tägliche Teilnahme war Pflicht für alle Spartiaten ab 20, nur ausnahmsweise (Jagd, Opfer) durfte man zu Hause essen, und jeder von ihnen musste monatlich einen festen Beitrag an Naturalien und Geld geben, um sie zu ermöglichen. Wer zahlungsunfähig war, verlor seinen Vollbürgerstatus, bis sich seine wirtschaftliche Situation ausreichend gebessert hatte. Mit dem Eintritt in den Kriegsdienst stimmte die Tischgemeinschaft durch geheime Wahl über die Aufnahme von Neumitgliedern in ein Syssition ab, die einstimmig ausfallen musste.
Auch die beiden Könige Spartas sollten an den Syssitien teilnehmen. So berichtet Plutarch, dass König Agis II. bestraft wurde, weil er nach dem Ende des Peloponnesischen Krieges (404 v. Chr.) bei seiner Frau essen wollte. Herodot deutet jedoch an, dass die Könige nicht zur Teilnahme verpflichtet gewesen wären, denn diese erhielten bei Abwesenheit nur die Hälfte ihres Speiseanteils.

## Speisen
Traditionell wurde als erste Speise die Schwarze Suppe (eine Art Blutsuppe, in Blut gekochtes Schweinefleisch mit Essig und Salz) gegessen. Zusätzlich gab es vielfältige Zukost (Käse, Fleisch, Früchte, Gemüse und Maza) als zweite Speise, dazu wurde in Maßen Wein getrunken. Mit der Teilnahme an den Mahlgemeinschaften war die Leistung eines bestimmten Betrages verbunden. Diese Abgaben waren eine der Bedingungen für den spartanischen Bürgerstatus (vgl. Aristoteles, Politik, 1271a). Der monatliche Beitrag zu den Syssitien setzte sich nach Plutarch folgendermaßen zusammen: 1 Scheffel (ca. 74,5 l / 1 Medimnos 30,9 kg) Gerste für Brot, 8 Choen (24 l) Wein, 5 Minen (ca. 3 kg) Käse, 2½ Minen Feigen (ca. 1,5 kg) und ein kleiner Geldbetrag für die Zukost. Dazu kam Fleisch aus eigener Schlachtung oder als Jagdbeute. Dikaiarch hingegen nennt 1,5 (78 l) attische Medimnoi Gerste, 12 Choen (36 l) Wein und 10 aiginetische Obolen für Zukost. Die Abgaben wurden von jeder Gemeinschaft und nicht zentral gesammelt, wenngleich die Termine vermutlich von offizieller Seite festgelegt wurden.

## Soziale Bedeutung der Syssitia
Alle Teilnehmer waren zur Verschwiegenheit verpflichtet. Dies galt auch für Jünglinge, die gelegentlich als Gäste teilnehmen durften, wodurch ihnen unmittelbar lakonische Normen, Werte und Lebensweise vorgeführt wurden. Auch die Teilnahme aller Altersstufen erleichterte den gegenseitigen Erfahrungsaustausch und Zusammenhalt zwischen den Generationen. Die Mahlgemeinschaften dienten somit der Erziehung und der Schaffung eines Gemeinschaftsbewusstseins. Daher stellten die Syssitien die kleinste Einheit des öffentlichen Lebens dar und fundierten die männlich geprägte Gesellschaftsordnung.
Demgegenüber muss betont werden, dass über den Zugang von den Teilnehmern bestimmt wurde, weshalb es sich bei den Mahlgemeinschaften um exklusive Kreise handelte. Auch der Umstand, dass derjenige, der über den eigentlichen Beitrag hinaus Zukost lieferte, namentlich genannt wurde, führte dazu, dass trotz einheitlicher Grundbeträge manchem ein Vorrang eingeräumt wurde. Auch steigerte die Gleichheit der Abgaben die Ungleichheit unter den Teilnehmern, da Personen, die ein geringeres Vermögen oder größere finanzielle Belastungen besaßen (wie z. B. jüngere Söhne oder Töchter), im Verhältnis stärker belastet wurden.
Auch bestanden verschiedene Abhängigkeitsverhältnisse innerhalb der Gruppe, wie beispielsweise die homoerotische Beziehung zwischen einem Jungen und einem Älteren (siehe auch Dorische Knabenliebe). Aber auch die Zurschaustellung betrunkener Heloten führte das Machtgefälle zwischen spartanischen Bürgern und denen, die zwangsweise deren Felder bestellten, den Anwesenden vor Augen. Da die Beiträge von Ländereien stammten, die – so nimmt man im Allgemeinen an – von den Ehefrauen verwaltet wurden, wäre der Bürgerstatus des Mannes von der guten wirtschaftlichen Verwaltung der Ländereien ihrer Frauen abhängig gewesen, weshalb die Bedeutung der Frau in Sparta hoch einzuschätzen sei.